# Дегестан
Дегестан (перс. دهستان, сільський округ) — одиниця адміністративного поділу Ірану. Вищою за рівнем одиницею поділу є бахш.
Зазвичай дегестан містить у собі декілька сіл (перс. ده, дег, або перс. روستا, руста), які об'єднані за ознакою наявності соціальних, культурних або економічних зв'язків. Центром дегестану найчастіше стає найбільше або найважливіше село в цій місцевості. Органом управління дегестану є дегдарі (перс. دهداری), а керівником — дегдар (перс. دهدار).